# Cladocarpus campanulatus
Cladocarpus campanulatus is een hydroïdpoliep uit de familie Aglaopheniidae. De poliep komt uit het geslacht Cladocarpus. Cladocarpus campanulatus werd in 1912 voor het eerst wetenschappelijk beschreven door Ritchie. 